# Radnice v Bohumíně
Architektonický komplex budovy radnice v Bohumíně byl původně postaven jako škola s německým vyučovacím jazykem. Architektonický komplex prožil zprvu několik rozšíření a přístav z důvodu velkého zájmu studentů. Dnes budova slouží jako radnice.

## Historie
Dnešní budova radnice vznikala postupně jako komplex školních budov na konci 19. a začátku 20. století. Na konci 19. století existovalo v tehdejší obci Šunychl-Bohumín-nádraží (dnešní Nový Bohumín) několik typů škol, které však kapacitně nedostačovaly počtu žáků. Proto se vedení tehdejší obce rozhodlo, že postaví školu novou, na kterou přispěje částkou 10 tisíc zlatých také Severní dráha. K výstavbě byla vybrána parcela hraběte Larisch-Mönnicha, která sousedila s jeho jiným bývalým pozemkem, na němž se právě stavěl katolický kostel, a obec mu za něj zaplatila přes tři tisíce zlatých. Stavbu obec zadala 15. května 1893 místnímu staviteli Josefu Bergrovi za 42 tisíc zlatých. Ostatní práce k zařízení budovy získali různí podnikatelé. Celková částka vyčleněná na stavbu školy byla 52 tisíc zlatých. Rozpočet ovšem nebyl dodržen, jen samotný stavitel obdržel nakonec 44 tisíc zlatých. Stavba byla do konce roku 1893 zastřešena a dokončena byla na jaře roku 1894. Její slavnostní vysvěcení proběhlo 16. září 1894.
Po čtyřech letech provozu této školy se ukázalo, že její prostory opět nestačí rostoucímu počtu žáků. V roce 1898 musel být adaptován byt školníka a byt zatímního učitele na další dvě učebny a v témže roce vypověděla škola obecnímu úřadu nájem jedné místnosti pro úřadování. Byla v ní totiž umístěna šestitřídní německá obecná škola chlapecká a dívčí, jejíž některé třídy měly navíc paralelky. Celkem bylo na škole devět tříd a stále jedna učebna chyběla. Tehdy školu navštěvovalo 632 žáků a žákyň. Tuto původní školu tvoří levý roh současné budovy radnice s frontou ke katolickému kostelu a asi do poloviny současné přední fronty budovy městského úřadu na dnešní náměstí T. G. Masaryka.
Protože škola kapacitně nedostačovala, začalo se v roce 1898 s její první a zdaleka ne poslední přístavbou směrem na budoucí náměstí T. G. Masaryka. Tato přístavba měla čelní křídlo na náměstí a částečně zasahovala i za roh dnešní Seifertovy ulice. Ani to však nestačilo a v roce 1903 byla provedena druhá přístavba školy s dalšími čtyřmi učebnami a několika pomocnými místnostmi. Tato dostavba ukončila současnou frontu budovy ve směru do Seifertovy ulice a protáhla se do poloviny zadní fronty současné budovy v Husově ulici.
Ve školním roce 1905 až 1906 byla do této budovy umístěna i nově zřízená německá měšťanská škola. Současně byla rozdělena dosavadní šestitřídní obecná škola na dvě samostatné školy. Jedna byla smíšená obecná škola chlapecká a dívčí, druhou obecná škola chlapecká pětitřídní, která byla spojena se školou měšťanskou. Zřízením měšťanské školy nastal opět nedostatek prostoru, a tak byla v roce 1907 provedena již třetí přístavba podél Husovy ulice. Ani ta však nestačila, a proto v roce 1914 proběhla poslední čtvrtá přístavba. Ta uzavřela dosud neúplný obdélník budov z rohu Husovy ulice podél katolického kostela až k původní první školní budově z let 1893 až 1894. Náklady na předchozí tři přístavby se nedochovaly, o čtvrté dostavbě víme, že přišla na 72 tisíc zlatých.
V roce 1911 založila obec Šunychl-Bohumín-nádraží obecní reformní reálné gymnázium s německým vyučovacím jazykem. To bylo umístěno do první školní budovy na rohu náměstí T. G. Masaryka z roku 1893 až 1894. První třída (prima) gymnázia pro 36 chlapců a čtyři děvčata byla otevřena 15. září 1911. Ředitelem gymnázia se stal František Günzel. Škola patřila obci. Od září školního roku 1912 až 1913 pak byla otevřena druhá třída (sekunda). V dalších letech byly postupně otevírány na gymnáziu další třídy. V roce 1918 to byla oktáva. První maturitní zkoušky se na gymnáziu konaly v roce 1919. Gymnázium bylo zestátněno 20. prosince 1920. Jak se toto gymnázium postupně rozšiřovalo, vytlačovalo žáky obecné i měšťanské školy i z první přístavby školní budovy z roku 1898 a obsadilo ve školním roce 1924 až 1925 celou přední část současné budovy radnice ve směru na náměstí T. G. Masaryka, kde mělo 13 učeben a 8 pomocných místností. V tomto školním roce navštěvovalo Německé státní reformní reálné gymnázium 419 studentů a 89 studentek.
Současnou budovu MěÚ používaly německé školy až do roku 1940. Tehdy byl k 1. dubnu 1940 ustanoven nový správní obvod Nový Bohumín-venkov, pod nějž spadaly všechny dosud samostatné obce na Bohumínsku. Za té situace se tehdejší německý starosta města Nového Bohumína, ve které se v roce 1924 proměnila obec Šunychl-Bohumín-nádraží, rozhodl přemístit úřad z dosavadní budovy radnice na dnešním náměstí T. G. Masaryka, do sousední školní budovy. Školy se přestěhovaly do budov po zrušených českých školách. Bývalá školní budova byla důkladně opravena, zavedlo se v ní nízkonákladné parní topení, odstranily se různé přepážky v bývalých třídách a vyměněny byly i prošlapané dřevěné podlahy. To si vyžádalo náklady ve výši přes 77 tisíc korun. Bývalý komplex školních budov se tak proměnil v radniční budovu, kterou zůstal bez přerušení až do současnosti.